# Gérard II de Paris
Gérard II de Paris, est un noble franc, comte de Paris et comte de Vienne. Sa vie a inspiré au XIIe siècle plusieurs chansons de geste titrées : Girart de Vienne, chanson de geste du XIIe siècle, de plus de 6000 décasyllabes, appartenant au cycle de Guillaume d'Orange qui relate de manière romanesque son conflit contre le roi Charles le Chauve sous les traits des chevaliers Roland et Olivier, Girart de Roussillon, chanson de geste de dix mille décasyllabes qui raconte les guerres de Girart contre le roi Charles Martel; c'est une chanson de geste du cycle de Doon de Mayence ou Cycle des barons révoltés; c'est un récit en prose : la Vita nobilissimi comitis Girardi de Rossellon.

## Biographie
Girard  est le fils de Leuthard Ier (comte de Fezensac et de Paris) et de Grimaut, une princesse bourguignonne, (Gérard, Girard, Gyrart) (?? - 877), plus connu sous les noms de Girard de Vienne.
Selon René Poupardin, il épouse à une date inconnue, mais avant 818, Berthe, une fille de Hugues, le comte de Tours et la sœur d'Ermengarde de Tours. Avec cette union, Gérard est désormais le beau-frère de l'empereur Lothaire Ier et obtient comme premier poste l'administration de l'Avallonnais et du Lassois. De ce mariage ne naît aucune descendance masculine et une seule fille est connue, Eva.
Pendant l'exercice de sa première charge, il achète plusieurs domaines dans la région entre 815 et 827 : une maison seigneuriale et une église en octobre 818 et surtout le domaine de Vezeliacum entre 820 et 830. Ces terres, qui correspondent aujourd'hui à Vézelay, étaient la propriété de Louis le Pieux et sont données en témoignage d'une faveur à Gérard.

### Fidèle de Louis le Pieux
Il organise la réconciliation du roi avec ses fils[réf. nécessaire], et accède vers 838 au titre de comte de Paris que détenait déjà son père Leuthard Ier mort en 816. René Poupardin signale qu'il intervient auparavant quelque temps en Italie, comme missus. Gérard reste fidèle au roi d'Aquitaine Louis le Pieux jusqu'à sa mort en 840.

### Fidèle deLothaireIer(834-855)
Lors de la division de l'empire entre les trois héritiers de Louis le Pieux au traité de Verdun, Gérard choisit d'apporter son soutien à Lothaire Ier. À la suite de son soutien envers le futur empereur, il suit l'empereur à Aix-la-Chapelle et reçoit le titre de comte palatin, mais perd le comté de Paris car ce territoire dépend désormais de Charles le Chauve,.
En 844, Gérard reçoit le duché de Lyon qui comprend le comté de Vienne et de Lyon et non celui du Roussillon, afin d'en assurer le commandement militaire et de repousser les raids des Sarrasins, qui dès 842 pillent le la région d'Arles en remontant le Rhône.
Puis deux ans plus tard, en 846, il accompagne Lothaire dans une expédition contre les Musulmans qui assiègent Rome.
Après avoir reçu le Duché de Lyon, Gérard continue d'investir dans le nord du royaume de France. Ainsi en 852, il achète des terres à Fontenay et Dornecy en Bourgogne.

### Homme fort de Charles de Provence (855-863)

Division de l'empire de Lothaire Ier après le traité de Prüm.

En 855, Lothaire Ier choisit d'abandonner le trône et de donner le « royaume de Provence » (appelée aussi Bourgogne Cisjurane) à son héritier Charles de Provence. Mais ce dernier est un enfant fragile et faible d'esprit, le véritable maître du royaume est donc son précepteur le comte Gérard, régent du Lyonnais et du Viennois pendant huit ans,.
En 859, un traité est conclu entre Lothaire II de Lotharingie et son frère Charles de Provence, au terme duquel, ce dernier reconnaît son frère comme héritier.
En 858-859, fidèle à sa politique favorable à l'Église, Gérard fonde les abbayes de Pothières et de Vézelay,. Il fait don de ce dernier monastère par une charte au Saint-Siège. Cette donation est acceptée par le pape Nicolas Ier en mai 863 et confirmée par Charles le Chauve le 7 janvier 868 après une entrevue à Pouilly-sur-Loire. L'abbaye de Pothières est donnée à des moines qui sont placés sous la règle de saint Benoît avec des revenus issus des territoires possédés par Gérard près de Sens et de Troyes. L'abbaye de Vézelay, quant à elle, est donnée à des religieuses soumises à la même règle, mais avec des revenus issus de différents villages des environs de Vézelay : Dornecy, Fontenay et Montillot.
En 860, Gérard arrête devant Valence les Vikings qui, après avoir pillé la Camargue, remontaient le Rhône.
À l’automne 861, Gérard défend aussi le royaume contre les prétentions de Charles le Chauve,, ce dernier s’avance jusqu’à Mâcon sans dépasser cette limite.

### Homme fort deLothaireII(863-869)
À la mort de Charles de Provence en 863, le frère de ce dernier, l’empereur Louis II le Jeune, arrive le premier pour s'octroyer la Provence. Lothaire II de Lotharingie arrive trop tard et ne peut pas faire respecter l’accord de 859. Toutefois, ce dernier récupère les provinces septentrionales, c'est-à-dire l'ancien duché de Lyon, et Gérard obtient la suzeraineté sur les comtés de Lyon, regroupés au sein du duché du Lyonnais. Gérard devient alors le premier conseiller de Lothaire. Il le soutient contre les prétentions de Charles le Chauve s'associant même dans cette entreprise avec les Aquitains, rebelles eux aussi à la domination française.
Cette même année Girard obtient du pape Nicolas Ier, en dépit de l'opposition des Carolingiens, de prendre sous protection papale le monastère de Vézelay qu'il avait fondé sur ses terres bourguignonnes.
En 868, Gérard s’oppose une nouvelle fois au roi Charles le Chauve à propos de l’héritage du comté de Bourges et de ses abbayes.

### Chassé de Provence par Charles le Chauve (870)

Le traité de Meerssen qui partage la Lotharingie entre Charles le Chauve et Louis II de Germanie.

En août 869, dès la mort de Lothaire II de Lotharingie et à la suite du traité de Meerssen qui organise sa succession, Charles le Chauve négocie avec son demi-frère Louis II de Germanie et obtient le comté de Lyon et celui de Vienne. Gérard refuse ce partage et entre en rébellion contre Charles le Chauve. Le roi de Francie occidentale marche rapidement avec son armée sur Lyon qui ne résiste pas, puis sur Vienne. Vienne, dont la défense est dirigée par Berthe, la femme de Gérard, résiste pendant plusieurs mois, mais les troupes royales dévastent la campagne. Gérard accourt et demande une capitulation honorable.
Cette demande est acceptée et Gérard cède alors Vienne à Charles le Chauve qui en prend possession la veille de Noël de l'an 870. Charles le Chauve incorpore ensuite le Lyonnais et le Viennois dans son royaume et en janvier 871, il nomme Boson de Provence, gouverneur du Lyonnais et du Viennois, charge occupée jusqu’alors par Gérard de Vienne.
De leur côté, Gérard et sa femme se retirent à Avignon qui avait été leur ancien fief. De plus, pour éviter l'acquisition de leurs biens situés en Bourgogne par Charles le Chauve, les deux époux décident de fonder deux monastères et de les placer sous la protection du Pape afin qu'ils deviennent inviolables.
Berthe meurt en 873 et Gérard en 877. Ils sont inhumés à l'abbaye de Pothières aux côtés de leur fils Thierry.

## Le personnage légendaire
Le personnage de Gérard II de Paris a servi à l'élaboration de plusieurs textes nommés d'après leur personnage principal Girart de Roussillon ou Girart de Vienne, à un récit en prose, la Vita nobilissimi comitis Girardi de Rossellon. Il est également un personnage de la chanson de geste Aspremont et des Reali di Francia sous le nom de Girart de Fraite et serait aussi comte de Barcelone, comte de Gascogne, comte d'Auvergne et comte de Provence.
D’après la chanson de geste de Girart de Roussillon issue du cycle de Doon de Mayence, il serait fils de Drogon, frère de Doon de Montreuil, de Beuve d'Aigremont et de fait, oncle des Quatre fils Aymon et de Maugis.
Une longue tradition historiographique remontant au XVIe siècle et encore acceptée par les historiens récents,[réf. souhaitée] établit que le personnage historique de Gérard II de Paris connu par les Annales de Saint-Bertin et le personnage épique de Girart de Roussillon sont une seule et même personne. Tous deux s’appellent Girart, tous deux ont vécu sous Charles II le Chauve, tous deux ont une femme nommée Berte, laquelle est dans les deux cas le modèle de l'épouse dévouée et courageuse. Elle défend, dans l'histoire, Vienne contre Charles le Chauve. Elle est dans l'épopée la compagne dévouée de Girart dans les bons comme dans les mauvais jours. Les sources historiques, épiques et hagiographique rapportent toutes la fondation des monastères de Saint-Père de Vézelay et de Saint-Pierre de Pothières,,.